# Катастрофа Boeing 737 під Куенкою
Катастрофа Boeing 737 під Куенкою — велика авіаційна катастрофа, що сталася в понеділок 11 липня 1983 року. Дворічний пасажирський авіалайнер Boeing 737-2V2 еквадорської авіакомпанії TAME з бортовим номером HC-BIG виконував пасажирський рейс з Кіто до Куенки, але під час заходу на посадку в аеропорті Маріскаль Ламар в Куенці літак врізався в гору в 1,6 км від аеропорту, при цьому загинули всі 119 осіб, що перебували на борту (111 пасажирів і 8 членів екіпажу).
Станом на 2022 рік катастрофа під Куенкою залишається найбільшою в історії Еквадору.

## Літак
Boeing 737-2V2 Advanced із заводським номером 22607 та серійним 775 свій перший політ здійснив 1 червня 1981 року і на період тестових польотів носив бортовий номер N8283V. 5 жовтня того ж року авіалайнер був проданий еквадорській авіакомпанії TAME, де отримав реєстраційний номер HC-BIG (другий номер — FAE-607) та ім'я Ciudad de Loja (з ісп. «Місто Лоха»). Його два турбовентиляторні двигуни були моделі Pratt & Whitney JT8D-17. Загалом до дня катастрофи вік авіалайнера становив 2 роки та 1 місяць. Варто відзначити, що за всю історію авіакомпанії TAME це був єдиний у її флоті Boeing 737.

## Екіпаж і пасажири
На борту Boeing 737 перебували 119 осіб — 111 пасажирів і 8 членів екіпажу (6 бортпровідників і 2 пілоти).
| Громадянство | Пасажири | Екіпаж | Всього |
| ------------ | -------- | ------ | ------ |
| Колумбія     | 11       | 0      | 11     |
| США          | 5        | 0      | 5      |
| Еквадор      | 95       | 8      | 103    |
| Всього       | 111      | 8      | 119    |

## Хронологія подій
Літак Boeing 737-2V2 виконував внутрішній пасажирський рейс з Кіто до Куенки та вилетів близько 7:00. Екіпаж авіалайнера складався з 8 осіб, а командиром був досвідчений пілот Хорхе Пенья (ісп. Jorge Peña). Також на борту було 111 пасажирів, в основному жителі Еквадору. Розрахункова тривалість перельоту становила 40 хвилин.
Згідно з прогнозом, у Куенці мала бути ясна погода. Однак на підході до високогірного аеропорту Маріскаль Ламар (висота 2,5 км над рівнем моря) екіпаж зіткнувся з густим туманом, що значно ускладнювало візуальну орієнтацію. Диспетчер дав дозвіл на посадку, тому командир попередив пасажирів та бортпровідників приготуватися до приземлення. Заходячи на посадку пілоти намагалися побачити смугу, водночас говорячи між собою про стан справ в авіакомпанії, коли о 7:37 несподівано в кабіні пролунало звукове попередження системи про небезпечне зближення із землею. Екіпаж збільшив режим двигунів і почав тягнути штурвал на себе, але через лічені секунди за милю від торця смуги «Боїнг» врізався в схил гори і вибухнув, після чого уламки скотилися схилом вниз. Вибух літака було чути навіть на диспетчерській вежі. Усі 119 людей на борту загинули.

## Розслідування
Як показала перевірка технічного стану літака, він був повністю справний. Також спочатку розглядалася версія і про диверсію, унаслідок якої авіалайнер був збитий.
Але після розслідування комісія дійшла висновку, що катастрофа сталася з вини екіпажу. Хоча обидва пілоти вважалися досвідченими і мали великий досвід польотів на Boeing 727, вони не мали кваліфікації для польотів на двомоторному Boeing 737, який в авіакомпанії був лише один. Фактичний досвід командира польотів цим літаком становив лише кілька годин. Крім цього, в процесі заходу на посадку екіпаж відволікався від пілотування на розмови між собою і допустив зниження нижче за безпечну висоту. У ході розслідування було виявлено і низку порушень у діях авіакомпанії TAME з навчання пілотів.